# Josefa Kellner
Josefine Gabriela „Josefa” Kellner, po mężu Reissner (ur. 12 marca 1891 w Wiedniu, zm. 3 czerwca 1965 tamże) – austriacka pływaczka z początku XX wieku, uczestniczka igrzysk olimpijskich.
Podczas V Letnich Igrzysk Olimpijskich w Sztokholmie w 1912 roku, Kellner wystartowała na dystansie 100 metrów stylem dowolnym. Tam z czasem 1:41,2 zajęła czwarte miejsce w drugim wyścigu eliminacyjnym i odpadła z dalszej rywalizacji.
Kellner reprezentowała barwy wiedeńskiego klubu Danubia Wien.